# Lins de Vasconcelos
Luís de Oliveira Lins de Vasconcelos (Maceió, 12 de outubro de 1853 — São Paulo, 16 de janeiro de 1916) foi um advogado e político brasileiro.
Foi presidente da província do Maranhão, de 24 de julho de 1879 a 27 de maio de 1880.

## Biografia
Filho de João Lins de Vasconcelos e d. Ana Vieira Lins de Vasconcelos, nasceu na capital da província de Alagoas em 1853 e transferiu residência para a cidade de São Paulo em 1865 e ali fez todos os seus estudos, inclusive, bacharelando-se em Direito.
Com um escritório de advocacia de sua propriedade (depois de ter trabalho no escritório do Dr. Eduardo de Azevedo), foi o advogado das principais famílias paulistanas e de grandes empresas, como: Companhia Mogiana de Estradas de Ferro, London Bank, Companhia de Gás de São Paulo, entre outras. Foi diretor e fundador de empresas, como: Estrada de Ferro Bragantina (diretor), Companhia Telefônica Bragantina (diretor e fundador), Companhia Melhoramentos do Paraná (diretor e fundador).
Na vida pública, foi promotor de justiça da cidade de Jundiaí e de São Paulo e em 1879 foi indicado para presidir a província do Maranhão, ficando neste cargo até maio de 1880.
Em 1898 foi eleito presidente da Associação Comercial de São Paulo e o seu mandato foi marcado pela crise econômica e política ocasionada pelas medidas adotadas no governo Campos Salles. Em meio as falências do empresariado paulista, que reduziram, drasticamente, o quadro de associados, João Lins transferiu a sede da ACSP para um prédio na Rua do Comércio e alugou, para terceiros, o andar térreo e assim amenizou a crise de receita da associação.
Lins foi um grande filantropo, sendo ele o fundador da Casa da Divina Providência, no bairro da Mooca, doando o terreno e financiando a construção, além de ter sido um dos grandes benfeitores da Santa Casa de Misericórdia de São Paulo, entre outras instituições que ajudou durante sua vida.